# Рубанщина
Рубанщина — деревня (до 2024 года — село) в Суджанском районе Курской области. Входит в состав Заолешенского сельсовета.

## История
6 августа 2024 года в ходе боёв в Курской области, село было оккупировано ВСУ.
15 марта 2025 года деревня была возвращена под контроль Российской Федерации.

## География
Деревня находится на реке Олешня в бассейне Суджи, в 4,5 км от российско-украинской границы, в 92 км к юго-западу от Курска, в 4,5 км к западу от районного центра — города Суджа, в 4 км от центра сельсовета — Заолешенка.
Улицы
В деревне улицы: Выгон, Зелёный, Имени М. И. Гуревича, Хуторская.
Климат
Рубанщина, как и весь район, расположена в поясе умеренно континентального климата с тёплым летом и относительно тёплой зимой (Dfb в классификации Кёппена).

## Население
| 2002 | 2010 |
| ---- | ---- |
| 162  | ↘147 |

## Инфраструктура

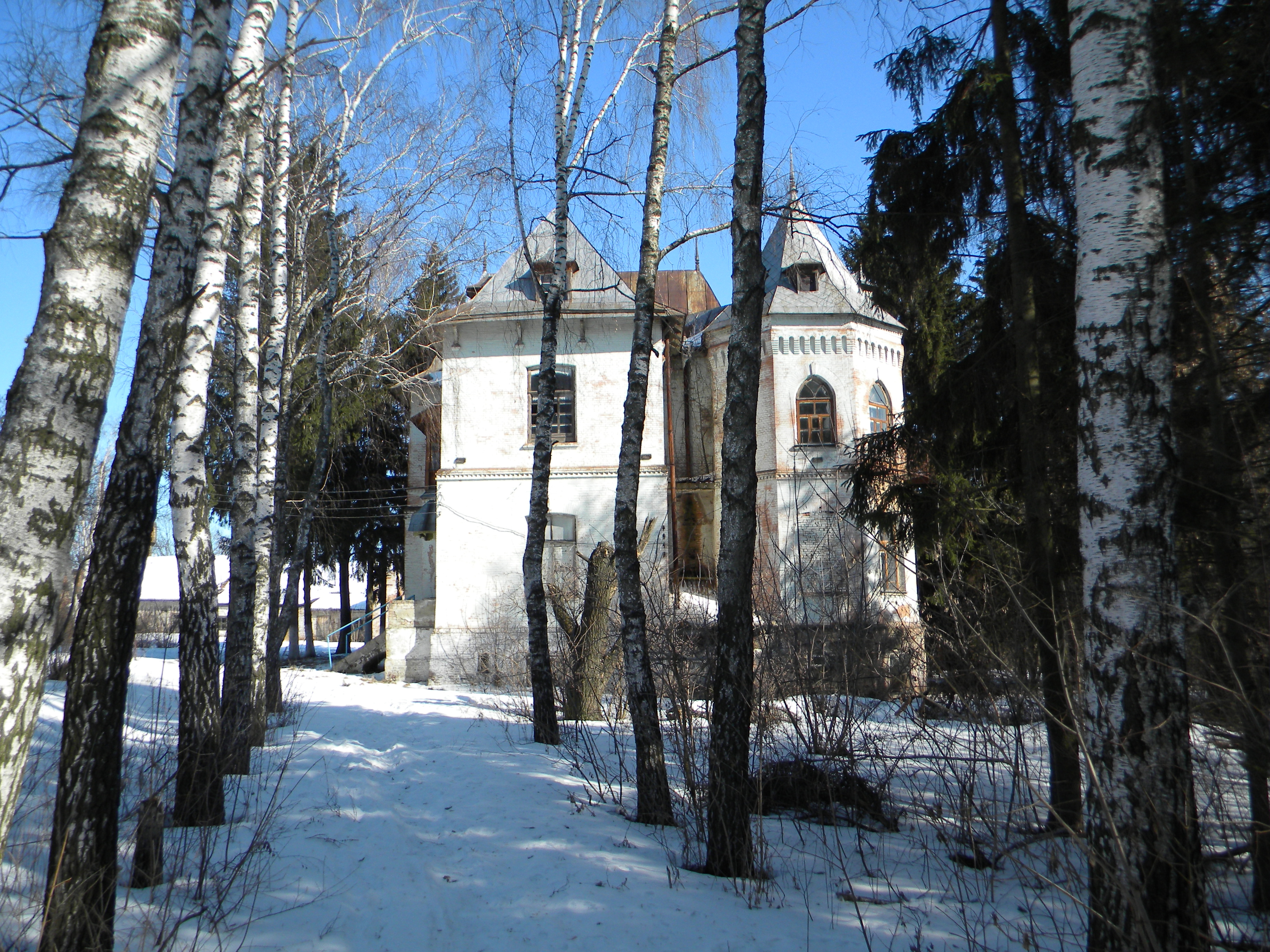
Усадьба Тахтамировых

Личное подсобное хозяйство. Школа. В деревне 83 дома.

## Транспорт
Рубанщина находится в 1 км от автодороги регионального значения 38К-004 (Дьяконово — Суджа — граница с Украиной), в 2,5 км от автодороги 38К-030 (Рыльск — Коренево — Суджа), в 3,5 км от автодороги 38К-024 (Льгов — Суджа), в 2 км от автодороги межмуниципального значения 38Н-609 (Суджа — Гуево — Горналь — граница с Украиной), на автодорогах 38Н-095 (38К-004 — Рубанщина — 38К-004) и 38Н-085 (38К-004 — Гоголевка — 38Н-095), в 7,5 км от ближайшей ж/д станции Суджа (линия Льгов I — Подкосылев). Остановка общественного транспорта.
В 115 км от аэропорта имени В. Г. Шухова (недалеко от Белгорода).

## Достопримечательности
- Усадьба купцов Тахтамировых[11]

## Известные уроженцы
- Михаил Иосифович Гуревич (1892/1893 — 1976) — советский инженер-авиаконструктор, соруководитель ОКБ-155. В селе есть улица его имени.